# Pérou aux Jeux olympiques de 1900
Le Pérou participe aux Jeux olympiques de 1900 à Paris en France. C'est la première participation du Pérou aux Jeux olympiques. La délégation composée d'un athlète ne remporte pas de médaille.

## Résultats

### Escrime
| Épreuve | Rang   | Athlète           | Tour 1                                   | Quart de finale                                       | Repêchage              | Demi-finale  | Finale       |
| ------- | ------ | ----------------- | ---------------------------------------- | ----------------------------------------------------- | ---------------------- | ------------ | ------------ |
| Fleuret | 25-34  | Carlos de Candamo | Albert Cahen (France) Avancé par le jury | Henri Masson (France) Avancé au repêchage par le jury | Non avancé par le jury | Non qualifié | Non qualifié |
| Épée    | 35-104 | Carlos de Candamo | 3e-6e dans le groupe M                   | Non qualifié                                          | Non organisé           | Non qualifié | Non qualifié |